# Sułkowice
Sułkowice – miasto w woj. małopolskim, w powiecie myślenickim, siedziba gminy miejsko-wiejskiej Sułkowice.

## Położenie
Sułkowice położone są w dolinie rzeki Harbutówki i w dolinach uchodzących do niej potoków: Jastrząbka, Lubianka i Jasieniczanka. Otaczają je cztery pasma wzgórz: Wzgórza Lanckorońskie, Pasmo Bukowca i Pasmo Barnasiówki należące do Pogórza Wielickiego oraz Pasmo Babicy należące do Beskidu Makowskiego. Sułkowice są jednym z ośrodków miejskich aglomeracji krakowskiej.

## Historia
Pierwsze wzmianki o Sułkowicach pochodzą z 1136 i 1245 roku. Od 1410 r. aż do drugiej połowy XVIII w. miejscowość wraz z pobliskimi wsiami stanowiła uposażenie starostwa niegrodowego w Lanckoronie. Zajęciem ludności początkowo było rolnictwo, później bujnie zaczęło rozwijać się kowalstwo. Sprzyjały temu warunki naturalne – występowanie rudy darniowej, oraz duże zalesienie obszaru, dzięki czemu dostępne były surowce potrzebne w procesie wytopu. Z czasem wyroby sułkowickich kowali stały się znane i cenione w całym kraju. W drugiej połowie XIX wieku w miejscowości działało ok. tysiąca kowali. Pod koniec XVIII w. nastąpiły ważne wydarzenia: W 1771 r. koło Harbutowic doszło do bitwy konfederatów barskich z wojskami rosyjskimi. Sześć lat później Sułkowice i okoliczne wsie zostały zakupione przez księżną Franciszkę z Krasińskich. Pod koniec XIX w. dobra te trafiły do arcyksiążąt Rainera i Leopolda Habsburgów.
W dziejach Sułkowic tragicznie zapisały się lata ostatniej wojny. W 1943 roku doszło do pacyfikacji miejscowości, w której śmierć poniosło 26 osób. Za działalność w ruchu oporu miasto zostało odznaczone w 1977 r. Orderem Krzyża Grunwaldu III klasy. W 1969 r. Sułkowice otrzymały prawa miejskie, zaczynając tym samym nowy okres w historii.
W latach 1975–1998 miasto leżało w woj. krakowskim.

## Zabytki
Obiekty wpisane do rejestru zabytków nieruchomych województwa małopolskiego.
- Ogrodzenie kościoła parafialnego z kapliczkami i posągami przy wejściu św. Jana Nepomucena i św. Floriana;
- kaplica pw. św. Zofii z otoczeniem.

### Inne zabytki
- Synagoga w Sułkowicach

## Sport
W mieście działa klub piłkarski Gościbia Sułkowice, rozgrywający mecze na stadionie przy ul. Sportowej 45 (300 miejsc na widowni).

## Religia
Kościoły i kaplice
- kościół parafialny Najświętszego Serca Pana Jezusa konsekrowany w 1964 r.
- kościółek św. Zofii z 1825 r. (odprawia się w nim mszę tylko w święto św. Zofii)
- kaplica Podwyższenia Krzyża Świętego z 1813 r., remontowana w latach 2004–2005 (msza tylko w niedzielę po Podwyższeniu Krzyża Świętego)

W latach 1960–1972 proboszczem parafii w Sułkowicach był ks. Bruno Wyrobisz, kapłan rzymskokatolicki diecezji łuckiej na Wołyniu, działacz oświatowy, w czasie II wojny światowej kapelan Wojska Polskiego, po wojnie organizator nauczania zawodowego.

## Współpraca międzynarodowa
Gminy partnerskie:
 Ronchamp – Francja (od 2003)
 Cuveglio – Włochy (od 2010)

## Demografia

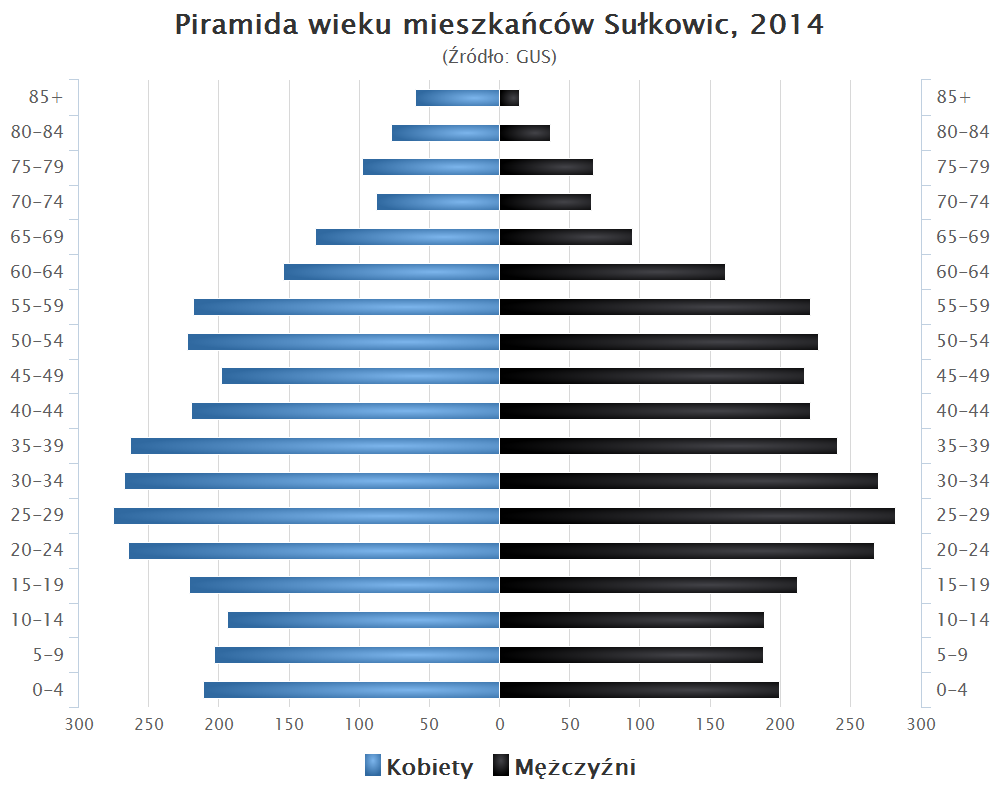
Piramida wieku mieszkańców Sułkowic w 2014 roku

## Osoby związane z miejscowością
- Józef Ostafin (1894–1947) – polski inżynier, polityk, legionista, członek POW, powstaniec śląski, poseł na Sejm II RP IV i V kadencji, kapitan artylerii rezerwy Wojska Polskiego, członek AK i WiN.
- Bruno Wyrobisz

## Galeria zdjęć

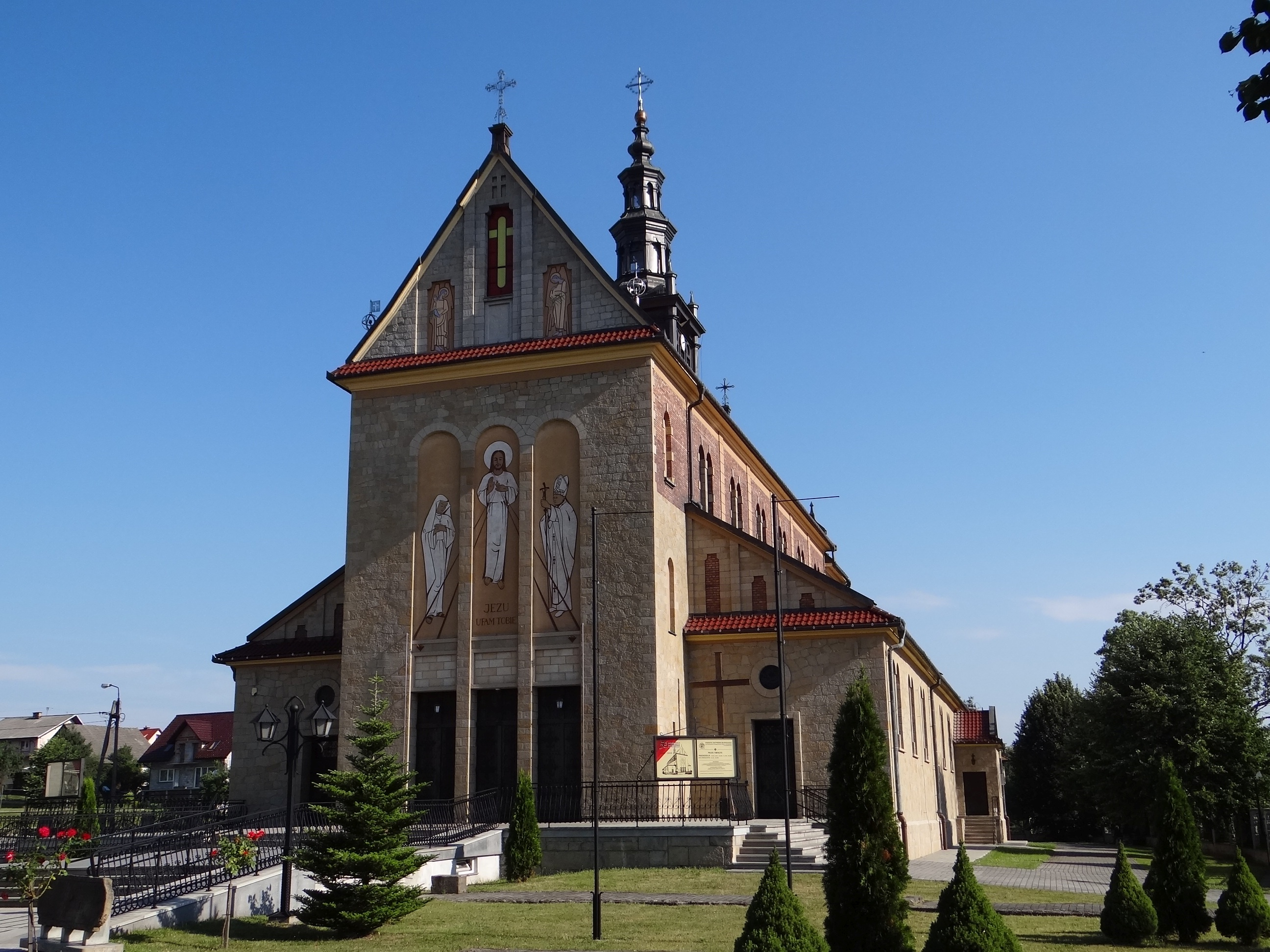
Kościół
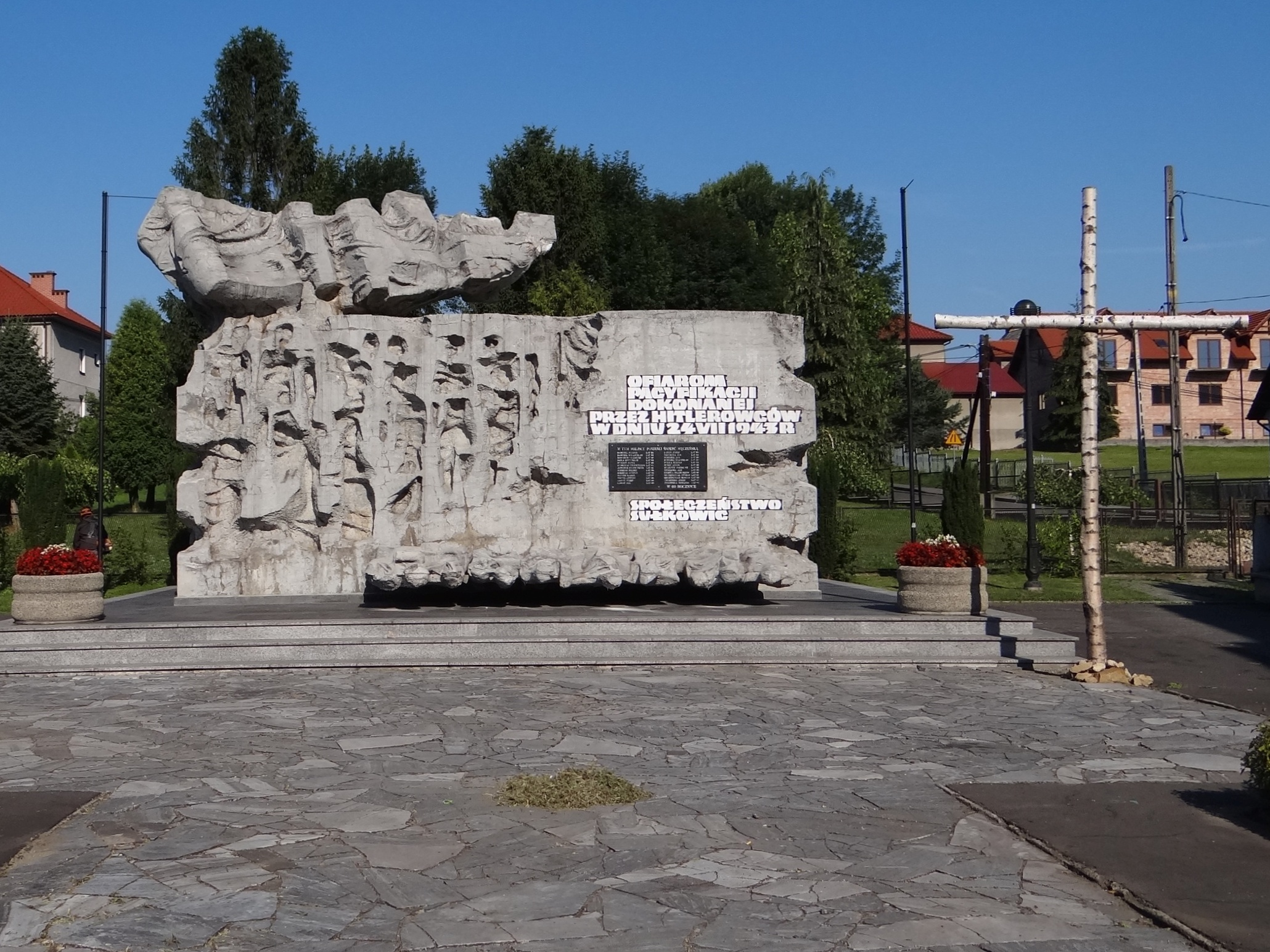
Pomnik ofiar pacyfikacji
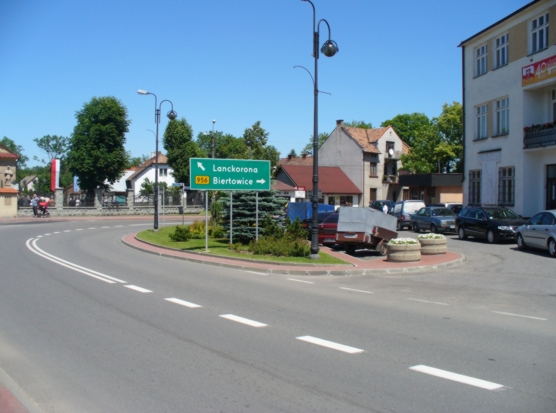
Centrum
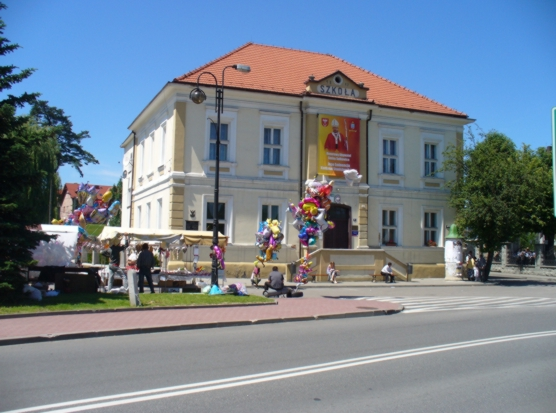
Szkoła